# Ana Bărbosu
Ana Maria Bărbosu (Focșani, Romania, 26 de juliol de 2006) és una gimnasta artística romanesa.

## Trajectòria esportiva

### Gimnàstica artística júnior
Va començar a entrenar en gimnàstica artística als quatre anys, tot i que no s'hi va dedicar diàriament fins als sis. El 2017 Bărbosu va participar al Campionat Júnior de Romania a la divisió Júnior II secció 3, acabant la seva intervenció en quarta posició de la competició en conjunt. A les finals de l'esdeveniment, va ser cinquena en salt i quarta en barres asimètriques abans d'aconseguir una medalla de plata a la barra d'equilibri i una medalla de bronze a terra.
Bărbosu va obrir la seva temporada el 2019 a la Copa Nacional Petrom, celebrada al juny, on va guanyar l'or en la competició en conjunt per davant de Sabrina Voinea i Maria Ceplinschi. Només una setmana següent va guanyar l'or a la divisió Espoir al Campionat de Romania júnior de 2019 novament per davant de Voinea i amb Amalia Petre en tercera posició. Al Campionat Nacional de Romania Bărbosu va guanyar el bronze en el conjunt i en terra, alhora que va aconseguir la sisena posició en salt i barra d'equilibris i la setena en barres asimètriques. El mes següent al Campionat Individual de Romania va arrasar a la divisió Espoir, guanyant la primera posició en tots els esdeveniments, excepte en el salt, on va guanyar una medalla de plata.
La gimnasta va fer el seu debut internacional júnior a la Swiss Cup on va guanyar l'or amb la selecció romanesa i també individualment en el conjunt de disciplines. Una setmana després del debut va competir a Tessalònica a la Copa Horizon on va guanyar el títol general Espoir 2006 després d'aconseguir la màxima puntuació en tots els esdeveniments, excepte en les barres asimètriques. Va acabar la seva temporada internacional al Top Gym de Charleroi, on l'equip combinat romanès/singapurí va acabar quart. Individualment, Bărbosu va guanyar la medalla de plata en el conjunt. A les finals de l'esdeveniment, va guanyar la plata al terra, el bronze a la barra d'equilibris i va empatar al bronze a les barres asimètriques amb la francesa Lilou Besson.
El 2020 va guanyar la medalla de plata al Campionat Júnior de Romania. Com a resultat del seu desenvolupament durant les proves, Bărbosu va ser acceptada al'equip nominatiu per als Campionat d'Europa Júnior de gimnàstica artística de 2020 juntament amb Iulia Trestianu, Maria Ceplinschi, Andreea Preda i Luiza Popa.
A l'Europeu Júnior, Bărbosu va aconseguir la medalla d'or amb l'equip romanès, més de 10 punts per davant d'Ucraïna i Hongria. Individualment, va guanyar el títol general més de 4 punts per davant de la seva companya d'equip i es va classificar en primer lloc a les quatre finals de l'esdeveniment en les quals va guanyar l'or.
El 2021 va començar la temporada al Campionat Nacional de Romania de Gimnàstica Artística, on va guanyar la medalla d'or a les barres asimètriques, i es va endur la plata a terra, així com en el conjunt. Al torneig Top Gym de Bèlgica va guanyar el conjunt, i també va aconseguir les medalles d'or a les finals de barres asimètriques i barra d'equilibri.

### Gimnàstica artística sènior
Bărbosu es va convertir en elegible per a la competició sènior l'any 2022, i va fer el seu debut a la Copa de Jesolo on va acabar catorzena en el conjunt i vuitena en les barres asimètriques. Després va competir a l'Osijek World Challenge Cup, on va guanyar la medalla d'or a l'exercici de terra, i va guanyar el bronze a la barra d'equilibri darrere de Pauline Schäfer i Ana Đerek. Als Campionats d'Europa de Múnic, Bărbosu va acabar en setena posició en el conjunt, quarta a terra i vuitena a la barra d'equilibri. A més, va fer que Romania pogués classificar l'equip sencer per als Mundial de Gimnàstica Artística 2022 a Liverpool. Al Mundial Bărbosu va acabar 20ena a la final.
Al Campionat Europeu de 2023 va acabar en cinquena posició amb l'equip romanès i en novena posició en la categoria en conjunt i setena a l'exercici de terra. Al Mundial del mateix any no va aconseguir arribar al mínim per qualificar-se a la final, però sí per accedir als Jocs Olímpics d'estiu de 2024, una fita que va ser assolida per darrera vegada el 2012.
Al Campionat Europeu de 2024 va quedar en desena posició a la categoria de conjunt i en quarta posició a la categoria d'equip.
Bărbosu va finalitzar en tercera posició en l'exercici de terra als Jocs Olímpics de París. Tot i que inicialment va figurar com a guanyadora de la medalla de bronze, un canvi en la puntuació de la gimnasta estatunidenca Jordan Chiles va modificar el marcador. Aquesta decisió va generar polèmica. Es donava la circumstància que la seva companya d'equip, Sabrina Voinea havia obtingut la mateixa nota que Bărbosu i havia demanat una revisió de la seva puntuació per part dels jutges que la van mantenir sense canvis. La polèmica va sorgir primer perquè Voinea va rebre una penalització de 0,1 per sortir dels límits, on a la reproducció del vídeo es mostra que es va quedar dins dels límits. Les reaccions nacionals a Romania no van trigar en arribar; el primer ministre romanès va anunciar que no anirà la cerimònia de clausura dels Jocs Olímpics d'estiu de 2024 a causa del tracte deshonest que van patir les gimnastes romaneses.
Bărbosu i Voinea van apel·lar al Tribunal d'Arbitratge de l'Esport (TAS). Bărbosu va apel·lar que la investigació de Chiles es va presentar quatre segons després del termini d'un minut i, per tant, no hauria d'haver estat revisada en primer lloc. El 10 d'agost, cinc dies després de la final, el TAS va constatar que la investigació de Chiles es va presentar més enllà del termini d'1 minut especificat a l'art. 8.5 del Reglament tècnic de la FIG 2024 (concretament 1 minut i 4 segons). Per tant, el CAS va decidir que «La puntuació inicial de 13,666 atorgada a la Sra. Jordan Chiles a la final de l'exercici de terra femení es restablirà» i va ordenar a la Federació Internacional de Gimnàstica que determini la classificació de la final i «assigni la/es medalla/es d'acord a la decisió anterior.» Al mateix temps l'apel·lació de Voinea va ser rebutjada. La FIG va reintegrar Bărbosu al tercer lloc a la final d'exercicis de terra femení als Jocs Olímpics de París i va declarar que, tot i que havia restaurat la classificació original, situant a Bărbosu tercera, la companya romanesa Sabrina Maneca-Voinea quarta i Chiles cinquena: la decisió sobre l'assignació de medalles recau en última instància en el Comitè Olímpic Internacional, que posteriorment va decidir reassignar la medalla de bronze a Bărbosu i va ordenar a Chiles que retornés la medalla.